# Igling (Niemcy)
Igling – miejscowość i gmina w Niemczech, w kraju związkowym Bawaria, w rejencji Górna Bawaria, w regionie Monachium, w powiecie Landsberg am Lech, siedziba wspólnoty administracyjnej Igling. Leży około 5 km na północny zachód od Landsberg am Lech, przy linii kolejowej Monachium – Memmingen.

## Dzielnice
- Holzhausen bei Buchloe
- Oberigling
- Unterigling

## Demografia
| Rok  | Liczba mieszk. |
| ---- | -------------- |
| 1970 | 1 656          |
| 1987 | 1 767          |
| 2000 | 2 125          |
| 2005 | 2 407          |

### Struktura wiekowa
Dane o ludności z 31 grudnia 2008:
| Opis                                | Ogółem | Ogółem | Kobiety | Kobiety | Mężczyźni | Mężczyźni |
| ----------------------------------- | ------ | ------ | ------- | ------- | --------- | --------- |
| Jednostka                           | osób   | %      | osób    | %       | osób      | %         |
| Populacja                           | 2407   | 100    | 1221    | 50,73   | 1186      | 49,27     |
| Wiek przedprodukcyjny (0–17 lat)    | 537    | 22,31  | 248     | 10,3    | 289       | 12,01     |
| Wiek produkcyjny (18–65 lat)        | 1508   | 62,65  | 771     | 32,03   | 737       | 30,62     |
| Wiek poprodukcyjny (powyżej 65 lat) | 362    | 15,04  | 202     | 8,39    | 160       | 6,65      |

## Polityka
Wójtem gminy jest Christl Weinmüller z DG, rada gminy składa się z 14 osób.
|      | CSU | SPD | DG | FWIH | FW | DGH | Razem |
| 2008 | -   | -   | 6  | -    | 4  | 4   | 14    |
| 2002 | 2   | 3   | 4  | 5    | -  | -   | 14    |

## Oświata
W gminie znajduje się przedszkole (75 miejsc) oraz szkoła (9 nauczycieli, 195 uczniów).